# Daniel Berthelot
Pour les articles homonymes, voir Berthelot.
Daniel Berthelot, né le 8 novembre 1865 dans le 5e arrondisssement de Paris et mort le 8 mars 1927 dans le 6e arrondissement de Paris, est un spécialiste de biologie, médecine et physique. Il fut  professeur et chercheur au sein de l'Académie des sciences, de l'Académie de médecine et de l'IMI. 

## Biographie
Fils de Marcellin et Sophie Berthelot, il est le frère du diplomate Philippe Berthelot, de l'homme politique André Berthelot et du philosophe René Berthelot.

## Quelques publications
- « Recherches sur les conductibilités électriques des acides organiques et de leurs sels », 1891
- « Étude sur la neutralisation des acides et des bases par la méthode des conductibilités électriques », 1891
- « De l'allotropie des corps simples », 1894
- « Les rayons ultra-violets et leurs applications pratiques », 1911
- « La Poudre B et les poudres balistiques modernes sans fumée », 1912
- « Les mécanismes biologiques et les phénomènes électriques », 1913
- « De la Nature des radiations solaires au niveau de la mer et des moyens de les mesurer. Rapport présenté au Congrès de l'Association internationale de thalassothérapie de Cannes », 1914
- « Notice sur les travaux scientifiques », 1917
- « La Physique et la métaphysique des théories d'Einstein », 1922
- « La science et la vie moderne », 1924
- « Traité d'électricité atmosphérique et tellurique, publié sous la direction de E. Mathias », 1924
- « La doctrine de la relativité et les théories d'Einstein », 1925
- « Détermination des poids moléculaires », 1938

## Distinctions
- prix Jecker en 1898[2]
- prix Huges en 1906[2]